# Ocho
El ocho (8) es el número natural que sigue al siete (7) y precede al nueve (9).

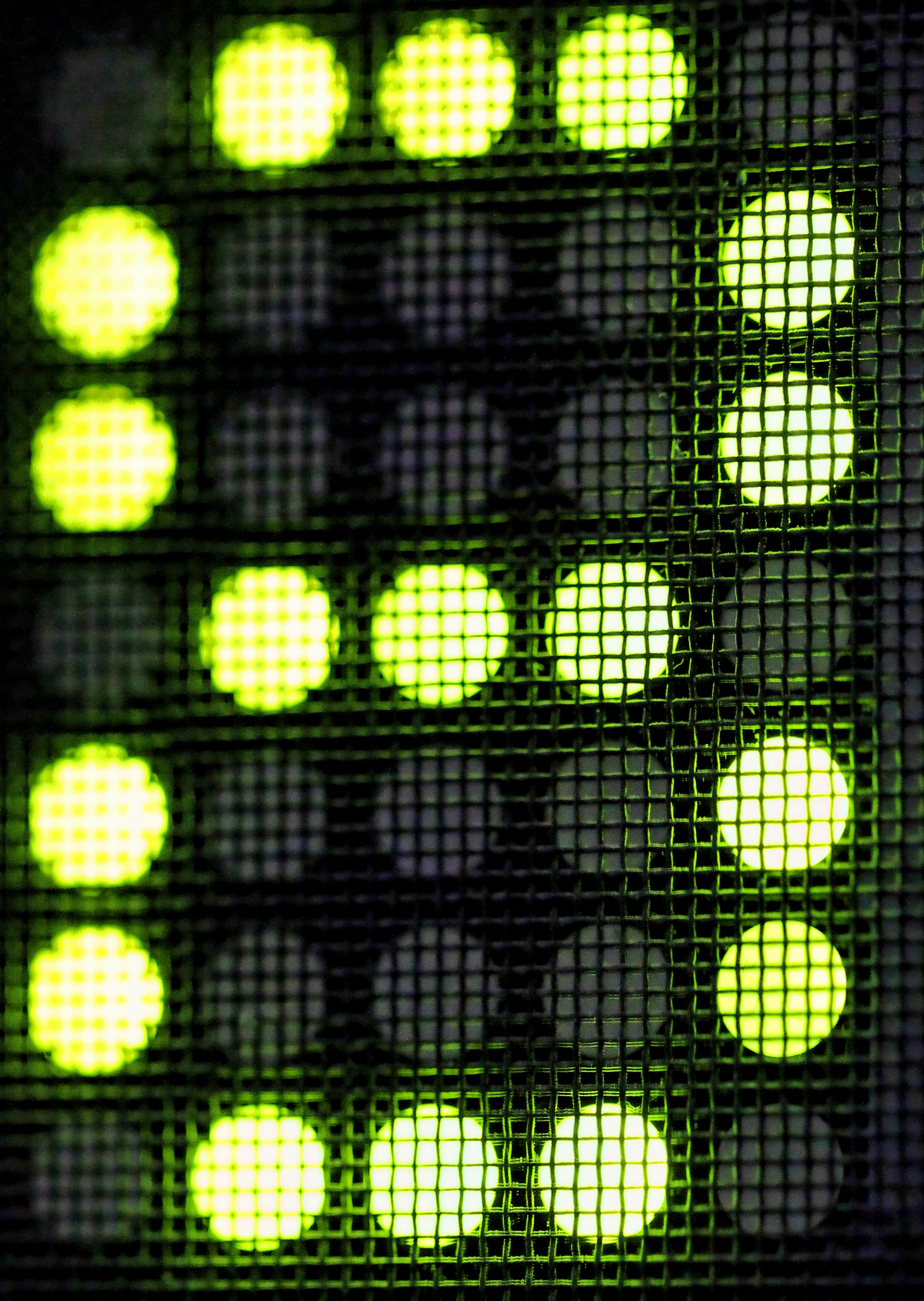
Un número ocho hecho a base de focos led.

## Matemáticas
- Un número compuesto sus divisores propios son: 1, 2, 4,  como la suma de sus divisores propios es: 7 < 8 por tanto es un número defectivo. La suma de sus divisores 1, 2, 4, 8 = 15.
- Es el primer número que. no es primo ni semiprimo.
- El polígono de 8 lados recibe el nombre de octógono. Los números figurados que representan octágonos se llaman números octagonales.
- Un poliedro con ocho caras es un octaedro.
- 3.ª  potencia de dos.
- 82 = 64.
- Doble factorial de 4.
- Es el 6.º término de la sucesión de Fibonacci, después del 5 y antes del 13.
- Es un número de Leyland ya que 22 + 22 = 8.
- Es un cubo perfecto (23).
- La única potencia positiva que es uno menos que otra potencia positiva según la conjetura de Catalán.
- Un número de pastel.
- Las ocho divisiones de un sistema de coordenadas cartesianas tridimensional se llama octante.
- El ocho es la base del sistema de numeración octal.
- E8, es un grupo de Lie (el más grande) simple y excepcional.
- Número de simetrías de un cuadrado.
- Un cubo tiene ocho vértices.
- Hay ocho deltaedros convexos.
- Los octoniones tienen 8 dimensiones.
- Todos los números esfenicos tienen 8 divisores.
- El ocho acostado simboliza el infinito.
- Un número refactorizable.
- Es un número práctico.

## Vulcanología
- El Índice de Explosividad Volcánica o IEV (originalmente en inglés, Volcanic Explosivity Index, VEI) es una escala de 8 grados con la que los vulcanólogos miden la magnitud de una erupción volcánica.

## Química
- Es el número atómico del oxígeno (O).
- Los átomos siempre buscarán tener 8 electrones de valencia , a esto se le conoce como Regla del Octeto.
- Son ocho los planetas de nuestro sistema solar.

## Física
- 2.º número mágico en física.
- En el sistema anglosajón de mediciones, hay 8 onzas líquidas en una taza estadounidense, 8 pintas en un galón y 8 furlongs en una milla.

## Véase también

Evolución de la grafía del número ocho en el sistema de numeración indoarábigo.